# Кадрова служба Святого Престолу
Ка́дрова слу́жба Свято́го Престо́лу (італ. Ufficio del Lavoro della Sede Apostolica) — заклад Римської курії. Відповідає за трудові відносини Святого Престолу з його службовцями, також залагоджує трудові проблеми, що виникають. Службу заснував Папа Римський Іван Павло II 1 січня 1989 року в своєму motu proprio Nel primo anniversario. У своєму motu proprio La sollecitudine від 1994 року Іван Павло II дав згоду на перетворення статусу, який було надано Раді ad experimentum 1989 року.

## Голови Кадрової служби Святого Престолу
- кардинал Ян Пітер Схотте (14 квітня 1989 — 10 січня 2005);
- кардинал Франческо Маркізано (5 лютого 2005 — 3 липня 2009);
- єпископ Джорджо Корбелліні (3 липня 2009 —).